# Ginnungagap
En la mitología nórdica, Ginnungagap (del nórdico antiguo: aparente vacío o hueco enorme) era el vasto abismo que existía entre Niflheim y Muspelheim antes de la creación. Era tan profundo que ningún ojo mortal alcanzaba ver el fondo. Al norte de este yacía el intenso frío del Niflheim, al sur, el insufrible calor del Muspelheim. Al principio de los tiempos, los dos se encontraban en el Ginnungagap; y donde el calor tocaba la escarcha, las gotas de esta se derretían y formaban la sustancia eitr, que se aceleró en vida en la forma del gigante Ymir, el padre de todos los gigantes (Jotun). 